# Lisa Eurén-Berner
Lisa Eurén-Berner, egentligen Elisabet Eurén-Berner, född Eurén 31 oktober 1886 i Luleå, död 9 maj 1973 i Stockholm, var en svensk författare.
Eurén-Berner har främst blivit känd för sina långserieböcker för flickor, inklusive den om Fröken Sprakfåle. Hon var även verksam som författare under pseudonymen Clary Linde.

## Biografi

### Bakgrund
Lisa Eurén-Berner föddes 1886 i Luleå där hon också växte upp, som dotter till landskamreraren Anton Eurén och Henrika, född Bergström. I barnaskaran fanns även brodern Birger (född 1888) och systern Sigrid (född 1894), gift Gyllenram.
Hon gifte sig i Luleå 1910 med officeren Valfrid Björkbom, senare överstelöjtnant, men äktenskapet varade bara åtta år. Efter att hon skilt sig flyttade hon 1923 till Stockholm och gifte om sig med Staffan Berner. Samtidigt började hon, efter en period som hemmafru, skriva noveller och följetonger för tidningarna. Hennes andre man var poliskommissarie i Stockholm och kapten i reserven.

### Fröken Sprakfåle
Hon debuterade 1932 litterärt på Wahlströms bokförlag, med romanen Fröken Sprakfåle: en berättelse för flickor. Det var den första delen i en långserie om den hurtfriska och lite uppstudsiga Fröken Sprakfåle och hennes familj. Böckerna hade röd pärm, vilket betydde att de var riktade till flickor. Pojkböcker hade vid denna tid grön pärm. I romanerna om Fröken Sprakfåle, som egentligen heter Inga-Maja Bergman, får läsaren följa flickan från 14 års ålder i en liten stad i Norrbotten, till hennes förlovning och giftermål med Greger och hemmafrutillvaron. Så småningom flyttar de till en tvåa i Stockholm. En ny liten sprakfåle, Susanne, föds och senare i serien får också Susanne barn. Böckerna är skrivna i dagboksform och läsartilltalet är direkt. Romanen Fröken Sprakfåle växer upp (1942), inleds med följande rader: ”Ja, nu sitter jag här och skriver igen... Det är förtjusande roligt, men på samma gång känns det förstås lite ängsligt. Jag hoppas av hela mitt hjärta att dom som köper den här boken ska tycka lika bra om den som om den förra.”
Fröken Sprakfåle har blivit ett begrepp. Lisa Eurén-Berner hade lånat namnet från en flickbok med titeln Fröken Sprakfåle. En modern kvinnas historia, som utgavs på F. C. Askerbergs förlag i Uppsala 1910, under pseudonymen Vera Skeeberg. Bakom den stod prästen Carl Kihlén, och detta var hans enda roman. Ordet 'sprakfåle' avser egentligen en otyglad och livlig unghäst och i överförd bemärkelse en pojke eller flicka som är en ohämmad "vildbasare".
Hos Lisa Eurén-Berner är Fröken Sprakfåle dock varken yrhätta eller pojkflicka, utan snarare med Ruth Halldéns ord ”en rebell i flickformat”. Fröken Sprakfåle är slagfärdig, intelligent, rolig, påhittig och charmig. Hon kan precis som Anne i Anne på Grönkulla trassla till det och lägga exempelvis salt i stället för socker på pannkakorna. Hemmafrutillvaron är något hon måste vänja sig vid, och romanerna kretsar runt familjelivet och hennes bristfällighet som hustru. Maken Greger är en förstående man och tillvaron innehåller vardagshändelser som ofta är skildrade från en humoristisk sida. Precis som i andra långserier om unga flickor (som Anne på Grönkulla och Kulla-Gulla) åldras Sprakfåle i böckerna.
I serien om Fröken Sprakfåle utkom tio böcker under åren 1932–1942. Sedan följde ytterligare 19 romaner fram till 1963 om dottern Susanne och sonen Peter. Dessa böcker har inte ansetts ha samma kvalitet som de tidigare, men de var mycket populära. De utkom i flera upplagor, och några av dem är översatta till danska (Frøken Vips) och till norska (Frøken Vims).

### Betydelse och senare år
Lisa Eurén-Berners flickböcker hör till Sveriges mest lästa. Under åren 1959–1965 var Lisa Eurén-Berner en av de mest utlånade flickboksförfattarna, med en utlåning om cirka 98 000 exemplar. Mer utlånade var bara böckerna av Martha Sandwall-Bergström och Ann Mari Falk.
Eurén-Berner utgav också andra flickböcker på Wahlströms bokförlag, med titlar som Vi träffas klockan 7: roman för unga flickor (1936), Hallå Sandra!: roman för unga flickor (1937), Flickan i blått: roman för unga flickor (1938), Vi ses igen: roman för unga flickor (1940) och Amanda som filmstjärna: berättelse för flickor (1954). Under pseudonymen Clary Linde publicerade hon en roman, Jacki prövas: berättelse för flickor (1949).
Lisa Eurén-Berner avled 1973 i Stockholm. Hon är begravd på Hjorteds kyrkogård.